# 戴繼先
戴繼先（1479年—1540年），字承緒，號北村，營州屯衛軍籍浙江海鹽縣人，明朝政治人物。

## 生平
正德二年（1507年）丁卯科順天府鄉試第十九名舉人。正德十二年（1517年）中式丁丑科會試第三百四十六名，登第三甲第六十六名進士。都察院观政，授行人司行人，嘉靖三年（1524年）任南京福建道御史，奉命清軍两河，八年（1529年）十月升山东左参议，遷遼東行太僕寺少卿，致仕。卒年六十二。

## 家族
曾祖戴子賢；祖父戴旺；父戴安。前母楊氏；母楊氏；繼母張氏。永感下。兄继宗。弟继玄。